# This Ain't a Love Song (Scouting for Girls)
This Ain't a Love Song is een nummer van de Britse band Scouting for Girls uit 2010. Het is de eerste single van hun tweede studioalbum Everybody Wants to Be on TV.
Het nummer was goed voor een nummer 1-positie in het Verenigd Koninkrijk. "This Ain't a Love Song" werd de eerste hit voor Scouting for Girls in de Nederlandse Top 40, en was met een 13e positie ook meteen hun grootste. In de Vlaamse Ultratop 50 kwam het echter niet verder dan de 45e positie.